# Capitals de Sacramento
Pour les articles homonymes, voir Capitals.
Les Capitals de Sacramento (en anglais : Sacramento Capitals) sont une ancienne équipe du World Team Tennis basée à Sacramento (Californie). Elle a été active de 1988 à 2013.

## Transfert à Las Vegas
Le 4 février 2014, après 28 saisons à Sacramento, l'équipe a annoncé son transfert à Las Vegas. Elle a été renommée Las Vegas Neon,. La nouvelle équipe a disparu quelques semaines plus tard, son propriétaire Deepal Wannakuwatte ayant été arrêté pour avoir  mis en place une pyramide de Ponzi.

## Effectif 2006
- Mark Knowles
- Elena Likhovtseva
- Anastasia Pavlyuchenkova
- Nicole Vaidišová
- Sam Warburg (en)